# Alfredo Truán Álvarez
Alfredo Truán Álvarez (Gijón, 1895 - ídem, 1964) va ser un pintor, dibuixant i caricaturista asturià amb ascendència suïssa de renom. La seva obra ha estat clau dins la història de l'art d'Astúries, fins al punt de ser considerat generalment pioner en el còmic asturià.

## Biografia
Besnet de l'empresari suís calvinista Luis Truán Lugeón i nascut a Gijón, va desenvolupar un gust pel dibuix tan d'hora que el 1916 es va presentar a l'Exposició de Belles Arts d'Oviedo amb les seves obres a El Kaskabel i el 1919 va començar a publicar a la premsa, on duria a terme la majoria de la seva tasca, tant localment a mitjans com ara El Comercio i Región com internacionalment a d'altres com ara Papitu i La Tuis de Catalunya, El Sol i La Esfera de Madrid i L'Illustré de Suïssa.
El 1922 va mudar-se a Barcelona per a fer les dotze làmines a color de la seva adaptació d'El Quixot, per les quals seria més aclamat en tota la carrera. A partir d'aquell any va passar a col·laborar periòdicament al diari madrileny El Sol, en què compartia plana amb Castelao i José Robledano Torres, entre d'altres. El 1925 va participar en el Saló dels Humoristes de l'estiu del 1925, juntament amb altres asturians com Fernando Wes i José Argüelles López. Entre els anys 20 i els 30, va retratar els personatges més emblemàtics de la seva ciutat, entre els quals hi havia Emilio Palacios Iglesias, Nicanor de las Alas Pumariño i Eladio Eguren. Algunes d'aquestes il·lustracions van ser recuperades per la Fundació Municipal de Cultura de Gijón i exposades amb el títol de «Caricaturas personales» (Caricatures personals) al Museu Nicanor Piñole l'estiu de l'any 2013. El 1923 va formar part també de l'Exposició Regional de Pintures, organitzada per l'ajuntament de Gijón; el 1926, de l'Exposició d'Artistes Asturians a Madrid, per obra de l'Heraldo de Madrid, i el 1945, de la VII Exposició de Pintors Asturians, a Avilés. Se'n conserven peces permanentment al Museu Casa Natal de Jovellanos, a Gijón mateix.
Durant la Guerra Civil Espanyola es va exiliar a Suïssa i aleshores va col·laborar per a la revista suïssa setmanal L'Illustré. Quan va tornar a Astúries, es va dedicar amb més intensitat a la pintura a l'oli i a les exposicions fins que el 1956 es va decidir a tornar a publicar la seva activitat humorística, ara a El Comercio, fins al 1962, a les acaballes de la seva vida.

## Obra
- Viñetas y caricaturas (1921-1935) (VTP, 2003), amb introducció de Javier Cuervo[19]